# Super-Jupiter

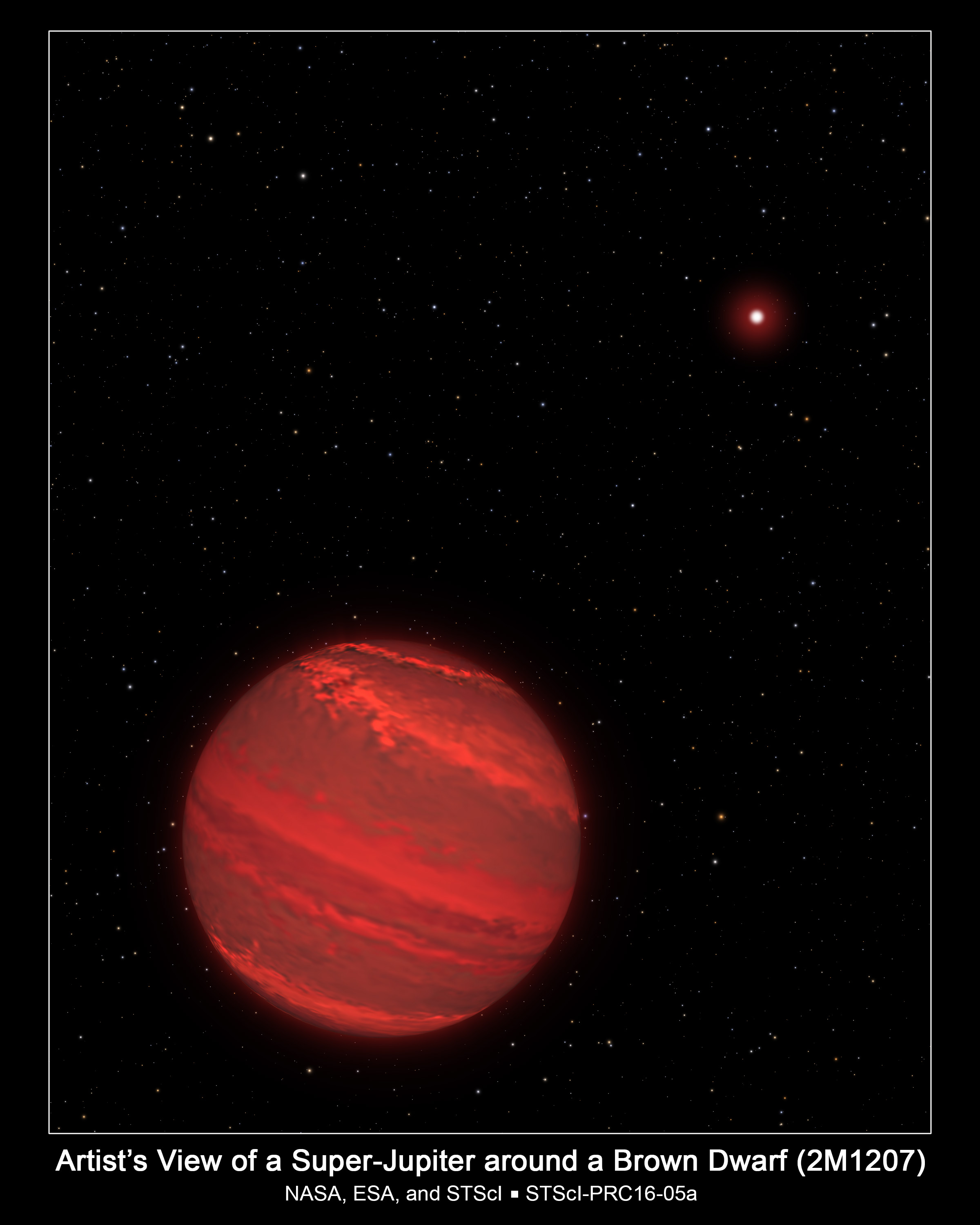
Vue d'artiste d'un super-Jupiter ayant plusieurs fois la masse de Jupiter, orbitant la naine brune 2M1207.

Un(e) super-Jupiter, super-jupiter,,, superjupiter,, ou une planète superjovienne, est une planète de masse supérieure à celle de Jupiter. Certaines définitions fixent une limite inférieure plus élevée, autour de deux à trois masses joviennes. La limite supérieure n'est pas clairement définie, celle-ci étant usuellement fixée par la nature éventuelle de naine brune de l'objet considéré. De façon générale, les objets à la frontière planète - naine brune sont classés comme super-Jupiters. Par exemple, les objets en orbite autour de l'étoile Kappa Andromedae sont décrits comme tels.
En 2011, 180 super-Jupiters étaient connus, aussi bien des chauds que des froids. Bien qu'ils soient plus massifs que Jupiter, ces objets sont de taille similaire à cette dernière planète jusqu'à environ 80 masses joviennes. Ceci signifie que leur masse volumique et leur gravité de surface varie proportionnellement à leur masse.
CoRoT-3 b, dont la masse atteint 22 fois celle de Jupiter, a une masse volumique estimée à 26,4 grammes par centimètre cube (g/cm3), supérieure à celle de l'osmium (22,6 g/cm3) qui est l'élément naturel le plus dense connu dans les conditions usuelles. La compression extrême de la matière à l'intérieur de ces objets est à l'origine de cette très haute densité, la composition interne était supposée être principalement de l'hydrogène. La gravité à la surface de cet objet est également très élevée, supérieure à 50 fois la gravité terrestre.
En 2012, le super-Jupiter Kappa Andromedae b fut imagé autour de l'étoile Kappa Andromedae, en orbite autour de cette dernière à une distance d'environ 1,8 fois la distance Soleil-Neptune (soit environ 55 unités astronomiques).

## Terminologie
Super-Jupiter a été introduit par Barbara E. McArthur, de l'observatoire McDonald de l'université du Texas à Austin, pour υ Andromedae Ac.

## Exemples
- 30 Arietis Bb, un super-Jupiter en orbite autour de l'étoile 30 Arietis B, composante du système d'étoile quadruple 30 Arietis.
- VHS J125601.92-125723.9 b, la plus proche des exoplanètes imagées.